# سالی راغیب
سالی راغیب (انگلیسی: Sally Raguib؛ زادهٔ ۸ سپتامبر ۱۹۹۶) جودوکا زن دسته ۵۷ کیلوگرم اهل جیبوتی است که در بازی‌های پان عربی در مجموع برندهٔ ۱ مدال برنز شده‌است. وی همچنین در بازی‌های المپیک تابستانی ۲۰۱۲ لندن به رقابت پرداخت.